# Калопецати
Калопеца̀ти (на италиански: Calopezzati, на местен диалект Caluopizzàtu, Калуопицату) е село и община в Южна Италия, провинция Козенца, регион Калабрия. Разположено е на 217 m надморска височина. Населението на общината е 1274 души (към 2012 г.).